# Studenec (Oloví)
Studenec (německy Prünles) je vesnice, část města Oloví v okrese Sokolov v Karlovarském kraji. Vesnici tvoří osady Horní a Dolní Studenec. Nachází se asi 1,5 kilometru severozápadně od Oloví. Je zde evidováno 58 adres. V roce 2011 zde trvale žilo 60 obyvatel.
Studenec leží v katastrálním území Studenec u Oloví o rozloze 9,91 km².

## Historie
První písemná zmínka o vesnici pochází z roku 1601, kdy je Studenec uváděn mezi osadami hartenberského panství. Původně se jednalo o hornickou osadu, kde se v okolí dobývaly železné a olověné rudy pravděpodobně již v roce 1314. Mezi nejvýznamnější doly patřil starý důl Bergmannszeche a několikrát opuštěný a opět otevřený důl Marie Terezie. Od roku 1847 se již uvádí zvlášť Horní a Dolní Studenec. Horní Studenec a část Dolního Studence spadaly farně pod Krajkovou, část Dolního Studence pod Oloví. Po odsunu německého obyvatelstva po druhé světové válce se Studenec vylidnil a později začal sloužit jako rekreační místo chalupářů.

## Obyvatelstvo
| Rok            | 1869 | 1880 | 1890 | 1900 | 1910 | 1921 | 1930 | 1950 | 1961 | 1970 | 1980 | 1991 | 2001 | 2011 | 2021 |
| -------------- | ---- | ---- | ---- | ---- | ---- | ---- | ---- | ---- | ---- | ---- | ---- | ---- | ---- | ---- | ---- |
| Počet obyvatel | 703  | 719  | 595  | 676  | 731  | 739  | 721  | 173  | 186  | 95   | 63   | 39   | 41   | 60   | 67   |
| Počet domů     | 111  | 119  | 122  | 113  | 117  | 118  | 125  | 88   | -    | 31   | 23   | 27   | 27   | 31   | 29   |

## Obecní správa
Při sčítání lidu v letech 1850–1879 Studenec byl osadou obce Krajková v okrese Falknov. V letech 1880–1952 byl samostatnou obcí v okrese Falknov nad Ohří (v letech 1890–1910 Falknov). Od roku 1953 je částí města Oloví, se kterým patřil nejprve do okresu Kraslice, ale od roku 1961 v okrese Sokolov.

## Pamětihodnosti
- Barokní boží muka v Horním Studenci (kulturní památka)[12]

Na západním okraji vesnice se nachází přírodní památka Studenec. Jde o malý rybníček s okolními loukami v kotlinovitém údolí Studeneckého potoka. Přirozený mokřadní ekosystém s bohatou populací silně ohroženého ďáblíka bahenního. Chráněné území leží v nadmořské výšce 643–648 metrů, má výměru 2,78 ha a bylo vyhlášeno roku 1989.

## Fotogalerie

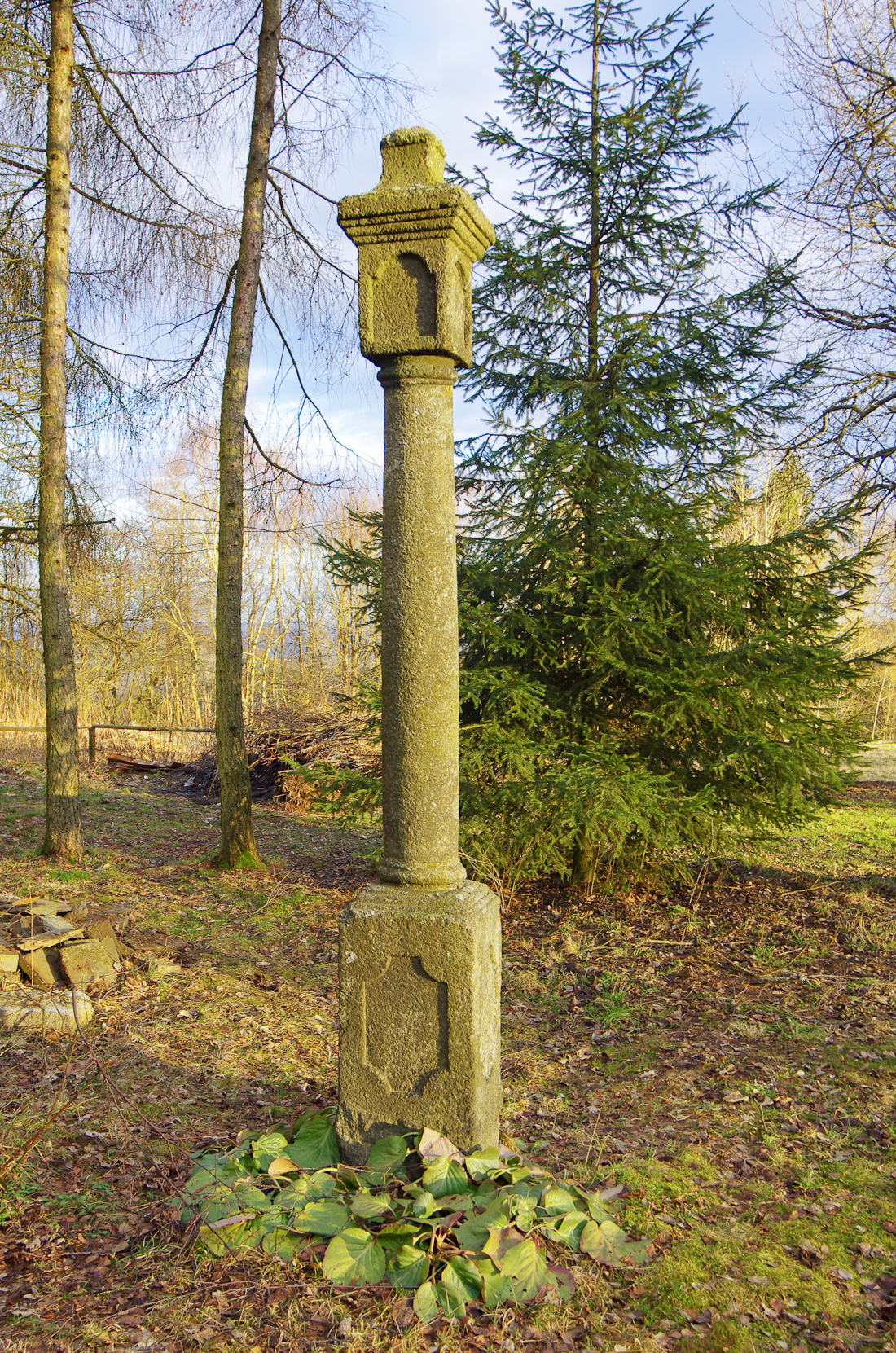
Boží muka v Horním Studenci
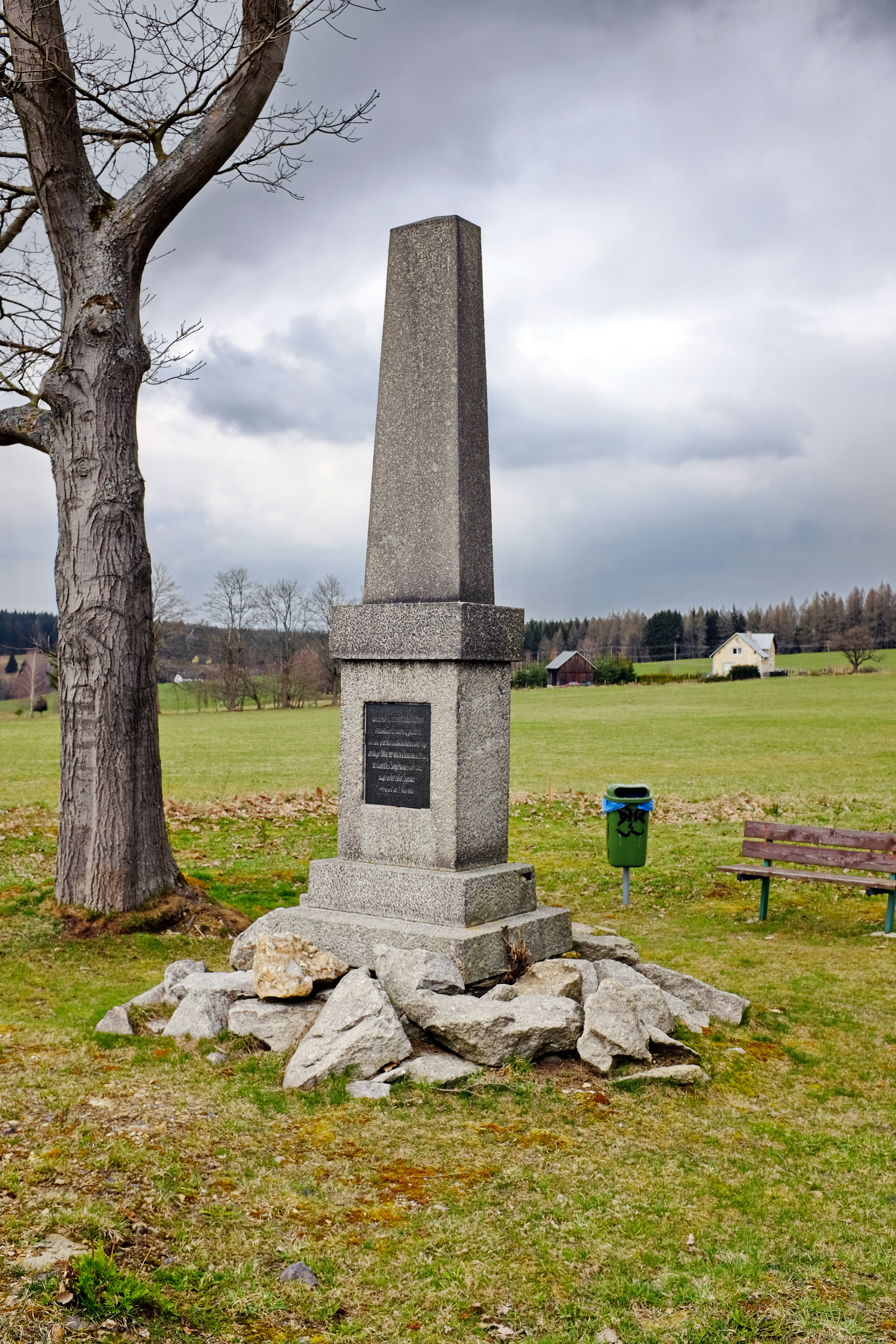
Pomník obětem první světové války v Horním Studenci
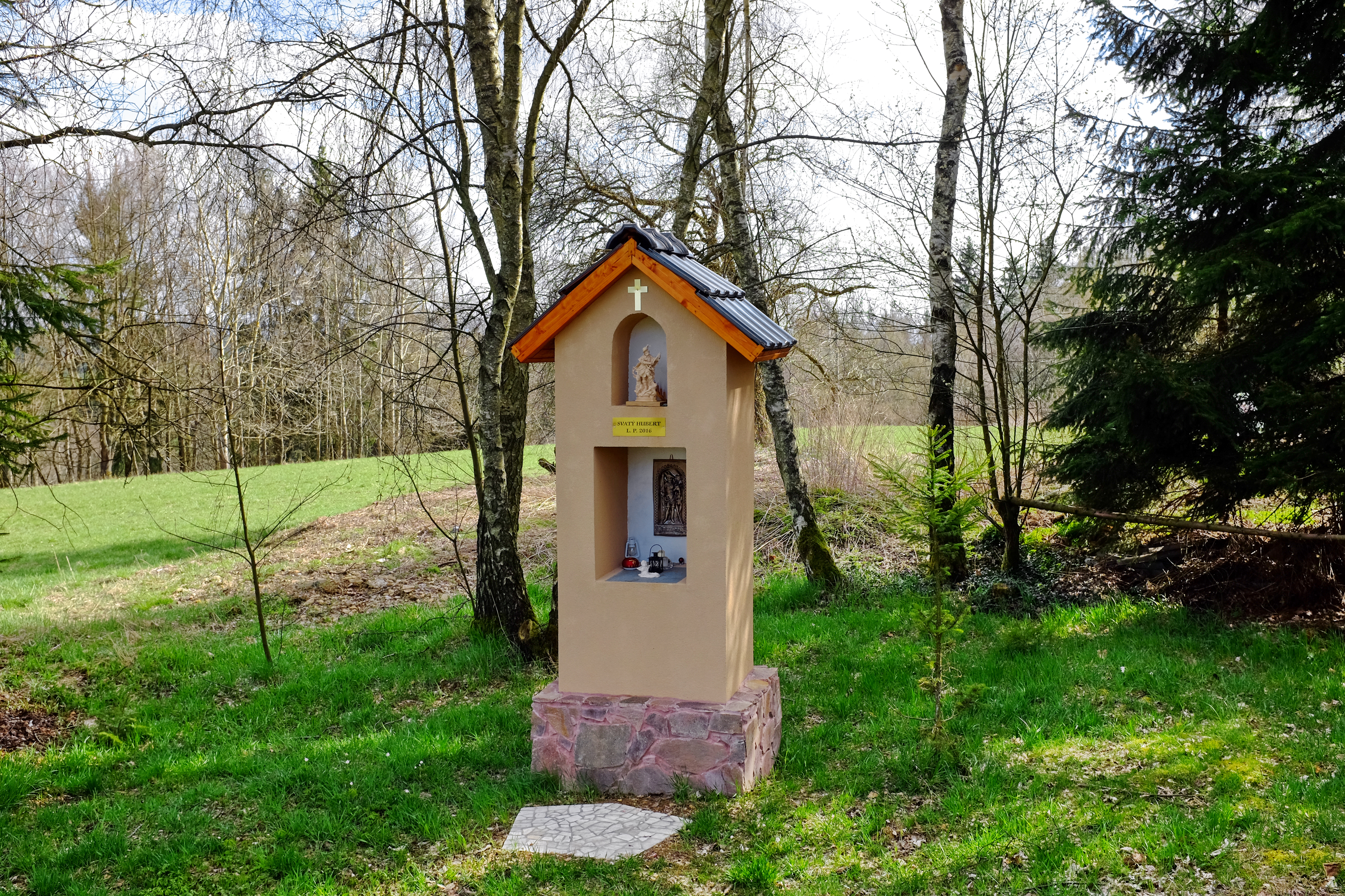
Kaplička svatého Huberta v Horním Studenci
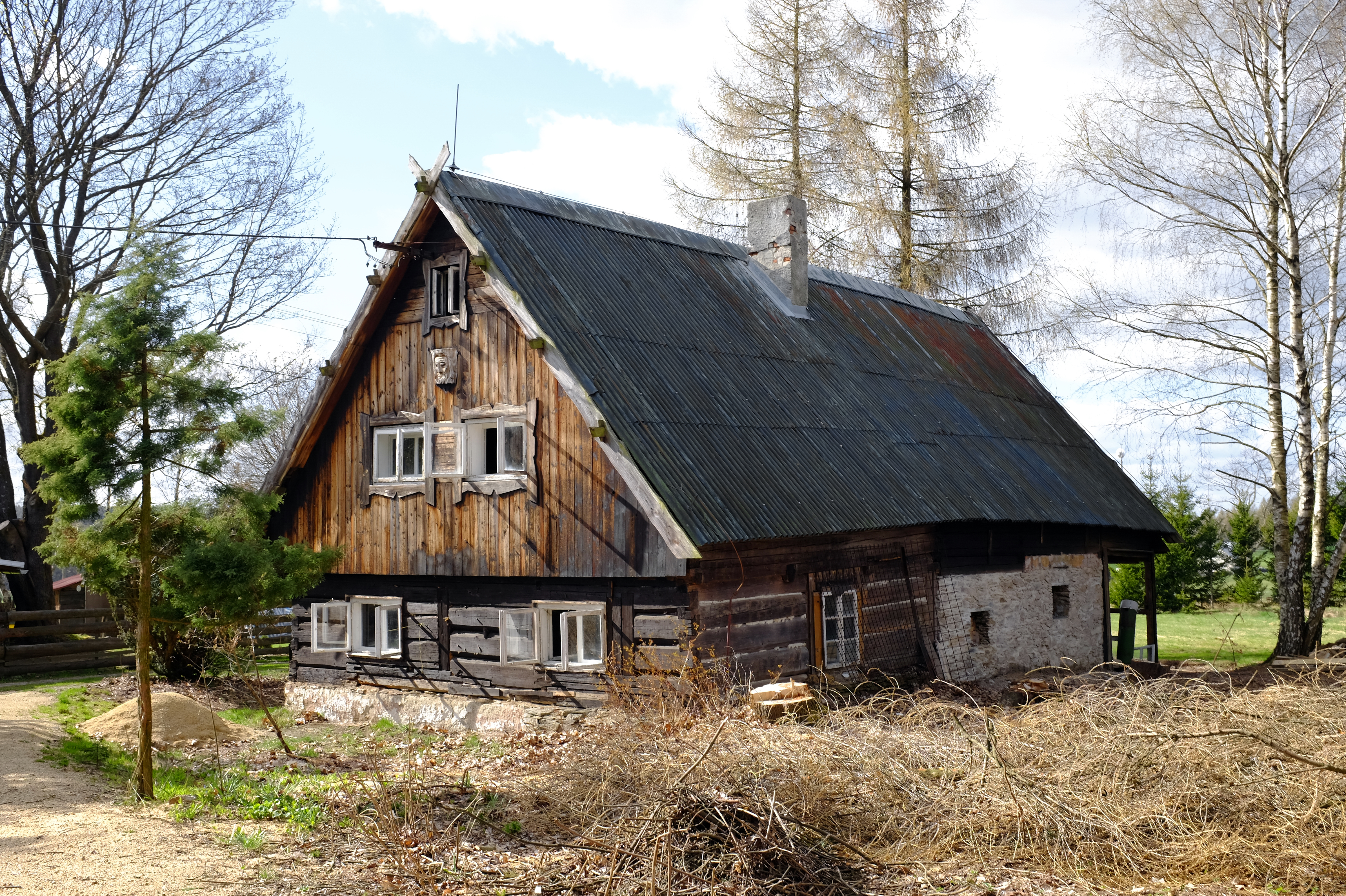
Roubená chalupa v Horním Studenci
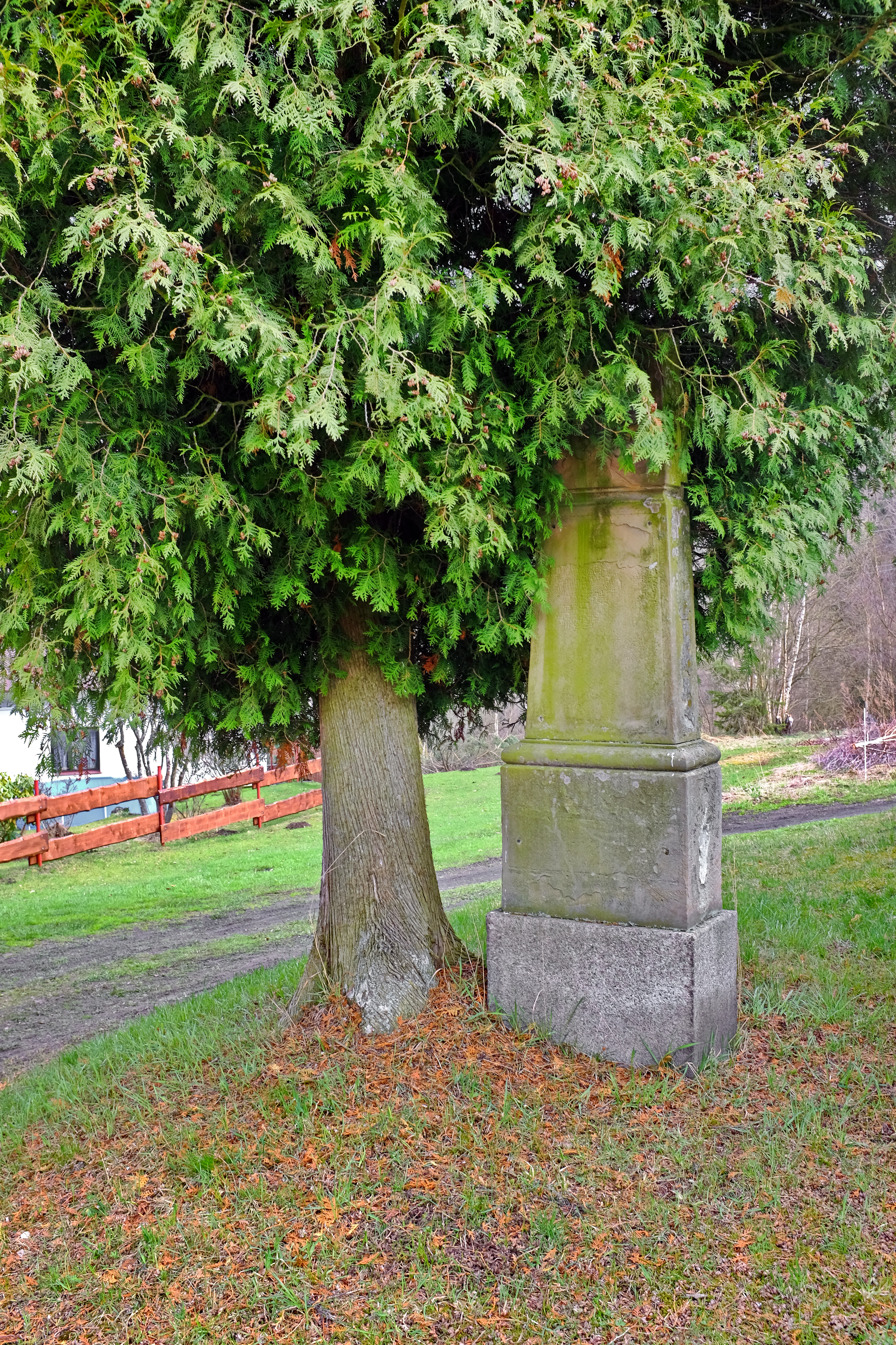
Pomník obětem první světové války v Dolním Studenci
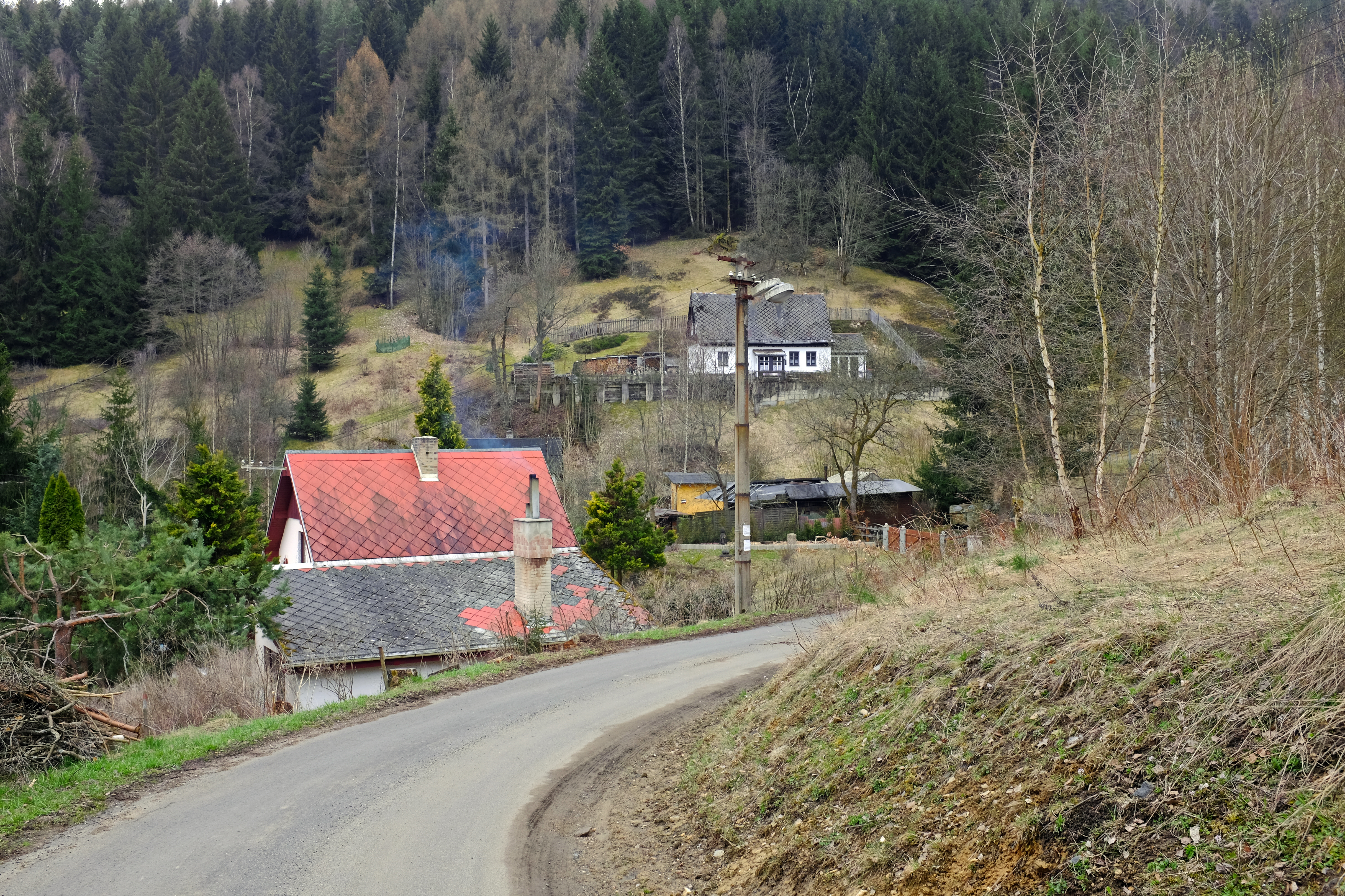
Chalupy v Dolním Studenci
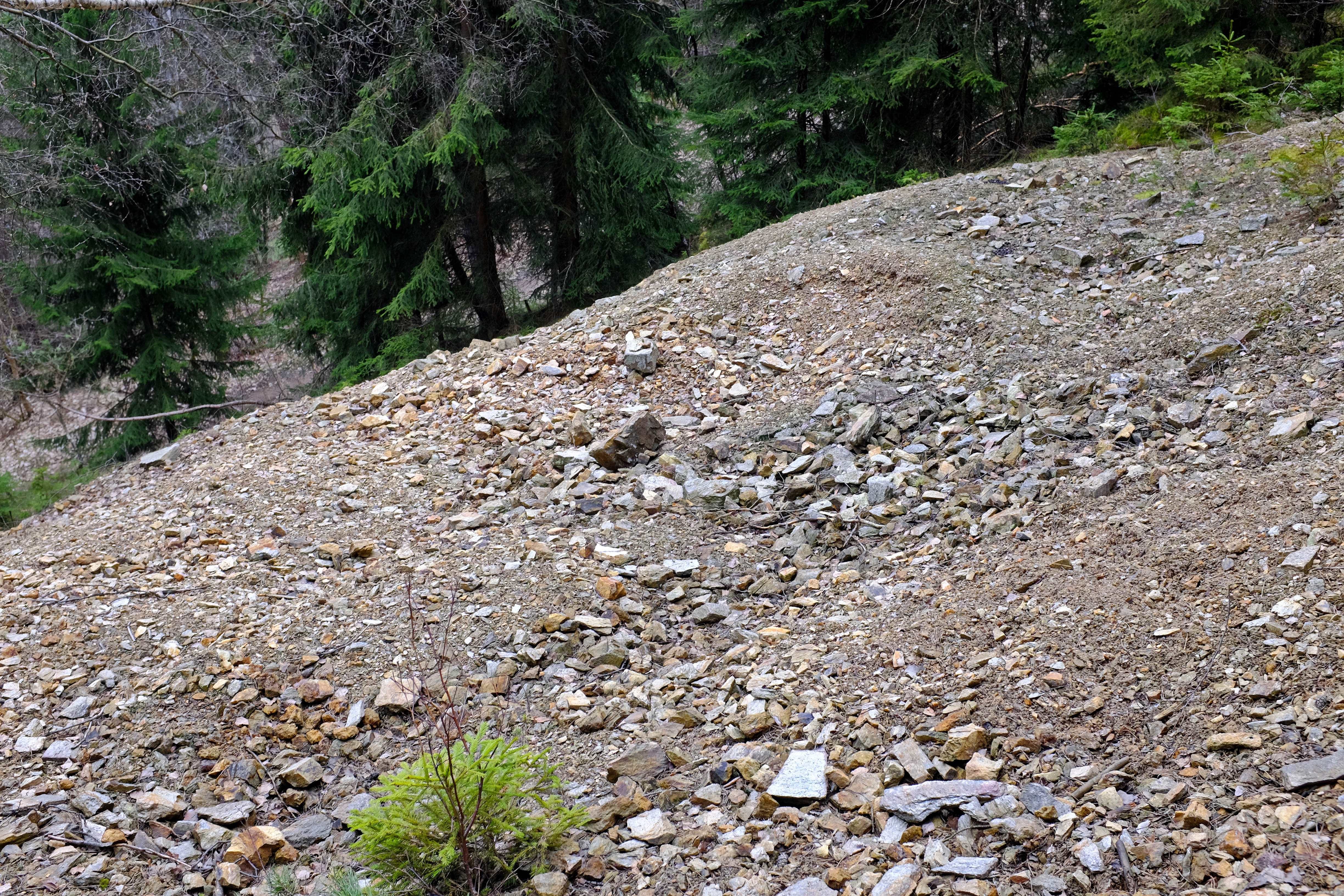
Odvaly pod štolou Paulus